# Williams FW23
Williams FW23/FW23B — гоночный автомобиль команды Williams, участвовавший в Чемпионате мира Формулы-1 сезона 2001 года.

## История
Ральф Шумахер проводил третий сезон в составе британской команде, и каждый год его напарник по команде менялся. На этот раз им стал тест-пилот команды, чемпион Формулы-3000 и серии CART Хуан-Пабло Монтойя. В Формулу-1 вернулась шинная компания Michelin, и именно Williams стал их первым крупным клиентом.
В целом Williams FW23 получился довольно быстрым: мощный двигатель, прилично скомпонованное шасси, хорошая работа шин в жаркую погоду. Уик-энд в Сан-Марино стал самым знаменательным для команды в 2001 году. Во-первых, Ральф Шумахер одержал первую победу в своей карьере, а также первую победу команды с 1997 года. Во-вторых, это была первая победа альянса Williams-BMW. А в третьих, Michelin также отпраздновал первую победу после возвращения в Формулу-1. Всего усилиями пилотов было завоевано 4 победы.
Однако на большее Williams оказался не способен. Высокооборотистые двигатели, хоть и были меньше и легче предшественника, не отличались надёжностью, да и пилоты, особенно Монтойя, не были стабильными. Сходов было больше, чем финишей. Кроме того, Williams FW23 не был быстр на трассах со множеством поворотов, где нужна большая прижимная сила, например Монако или Хунгароринг. Тем не менее команда заняла третье место в Кубке Конструкторов, отставание от McLaren было не таким большим, но Ferrari была далеко впереди.

## Результаты гонок
| Легенда к таблице |                                                                    |
| --- | ------------------------------------------------------------------ |
| В таблице перечислены результаты всех Гран-при Формулы-1, в которых использовался автомобиль. Строками таблицы являются сезоны, столбцами — этапы чемпионата мира. В каждой клетке указаны сокращённое название этапа и результат, дополнительно обозначенный цветом. Расшифровка обозначений и цветов представлена в нижеследующей таблице. |                                                                    |
| \| Пример \| Описание \| \| ------------ \| ------------------------------------------------------------------ \| \| 1 \| Победитель \| \| 2 \| Второе место \| \| 3 \| Третье место \| \| 5 \| Финишировал, заработав очки \| \| Сход \| Не финишировал, но при этом заработал очки \| \| 12 \| Финишировал, не получив очков \| \| НКЛ \| Финишировал, но не попал в финальную классификацию \| \| 15 \| Участвовал вне зачёта, либо по отдельной классификации \| \| 18 \| Не финишировал, но попал в финальную классификацию \| \| Сход \| Не финишировал \| \| НКВ \| Не прошёл квалификацию \| \| НПКВ \| Не прошёл предквалификацию \| \| ДСК \| Дисквалифицирован \| \| ИСК \| Исключён из протокола соревнований \| \| ТТ \| Заявлен для участия только в тренировках \| \| НС \| Участвовал в квалификации, но не стартовал в гонке \| \| Т \| Травмирован или болен \| \| ОТК \| Отказ от участия \| \| НТР \| Прибыл на соревнования, но на трассу не выезжал \| \| НПР \| Был заявлен в числе участников, но не прибыл к началу соревнований \| \| О \| Соревнования отменены \| \| \| Не участвовал \| \| Поул-позиция \| \| \| Быстрый круг \| \| |                                                                    |
| Пример | Описание                                                           |
| 1 | Победитель                                                         |
| 2 | Второе место                                                       |
| 3 | Третье место                                                       |
| 5 | Финишировал, заработав очки                                        |
| Сход | Не финишировал, но при этом заработал очки                         |
| 12 | Финишировал, не получив очков                                      |
| НКЛ | Финишировал, но не попал в финальную классификацию                 |
| 15 | Участвовал вне зачёта, либо по отдельной классификации             |
| 18 | Не финишировал, но попал в финальную классификацию                 |
| Сход | Не финишировал                                                     |
| НКВ | Не прошёл квалификацию                                             |
| НПКВ | Не прошёл предквалификацию                                         |
| ДСК | Дисквалифицирован                                                  |
| ИСК | Исключён из протокола соревнований                                 |
| ТТ | Заявлен для участия только в тренировках                           |
| НС | Участвовал в квалификации, но не стартовал в гонке                 |
| Т | Травмирован или болен                                              |
| ОТК | Отказ от участия                                                   |
| НТР | Прибыл на соревнования, но на трассу не выезжал                    |
| НПР | Был заявлен в числе участников, но не прибыл к началу соревнований |
| О | Соревнования отменены                                              |
| | Не участвовал                                                      |
| Поул-позиция |                                                                    |
| Быстрый круг |                                                                    |

| Год  | Команда             | Двигатель        | Шины | Пилоты     | АВС  | МАЛ  | БРА  | САН  | ИСП  | АВТ  | МОН  | КАН  | ЕВР | ФРА  | ВЕЛ  | ГЕР  | ВЕН | БЕЛ  | ИТА | США  | ЯПО | Место | Очки |
| ---- | ------------------- | ---------------- | ---- | ---------- | ---- | ---- | ---- | ---- | ---- | ---- | ---- | ---- | --- | ---- | ---- | ---- | --- | ---- | --- | ---- | --- | ----- | ---- |
| 2001 | BMW WilliamsF1 Team | BMW P80 3,0, V10 | M    | Р. Шумахер | Сход | 5    | Сход | 1    | Сход | Сход | Сход | 1    | 4   | 2    | Сход | 1    | 4   | 7    | 3   | Сход | 6   | 3     | 80   |
| 2001 | BMW WilliamsF1 Team | BMW P80 3,0, V10 | M    | Монтойя    | Сход | Сход | Сход | Сход | 2    | Сход | Сход | Сход | 2   | Сход | 4    | Сход | 8   | Сход | 1   | Сход | 2   | 3     | 80   |